# Deichmann

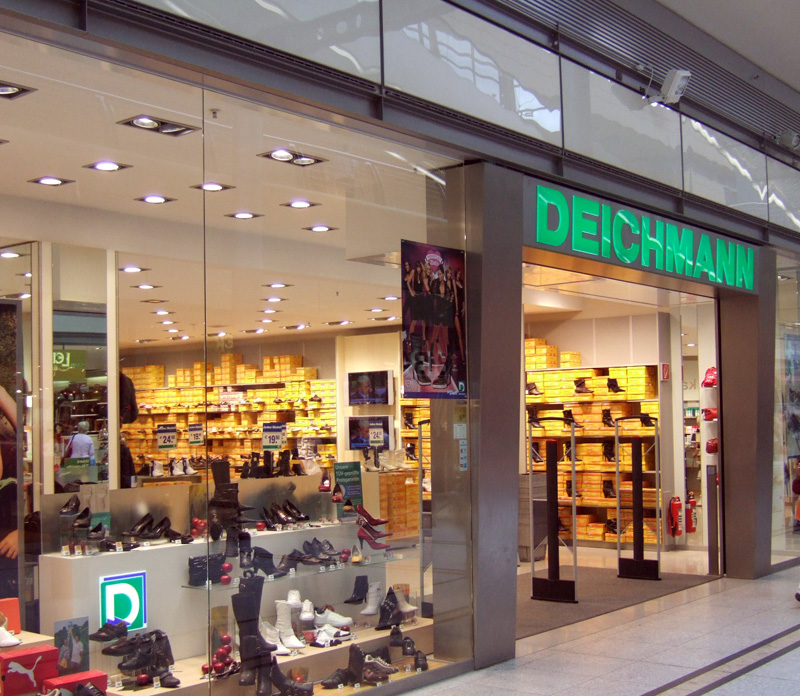
Egy németországi üzlete Potsdamban

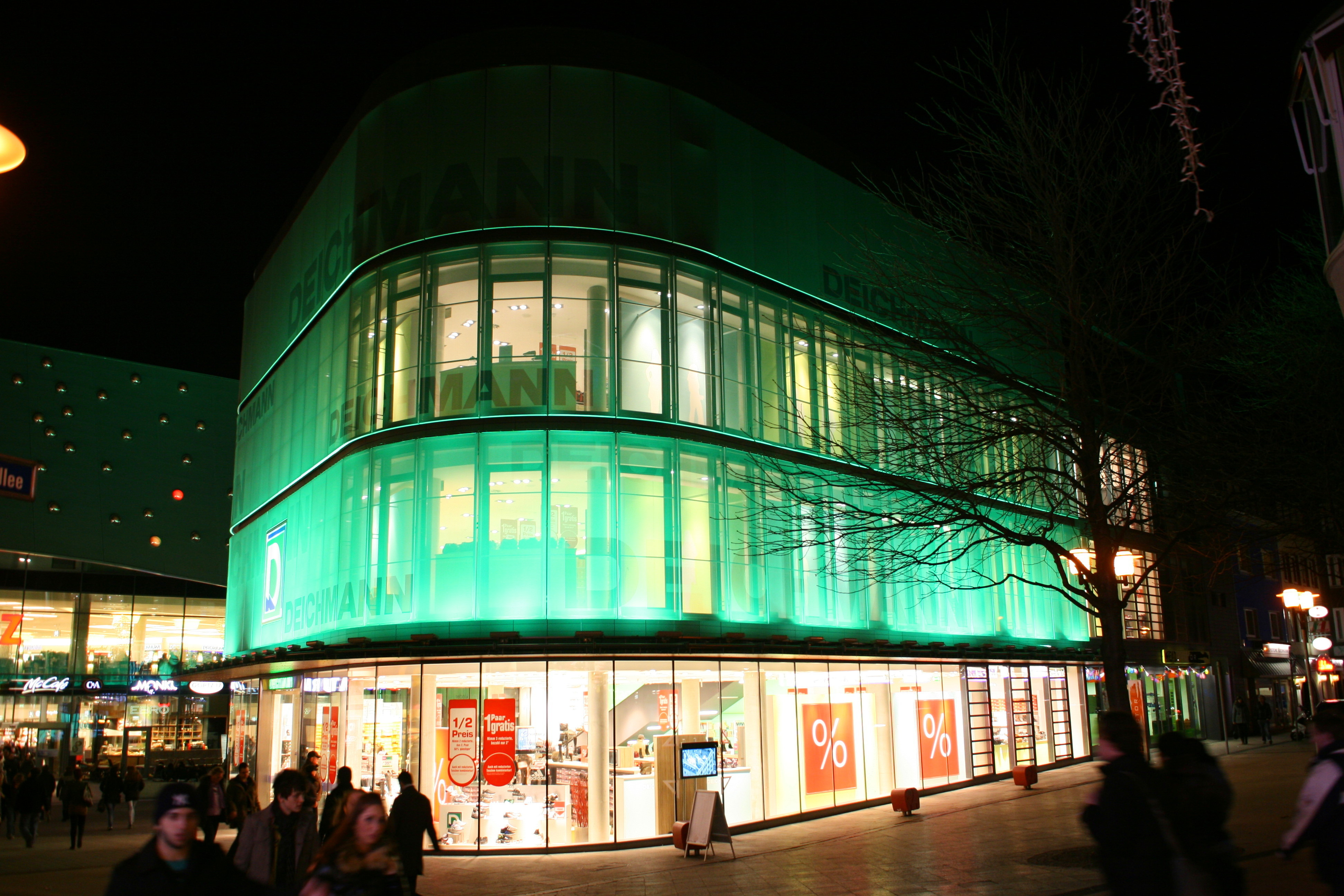
Esseni üzlete Németországban

A Deichmann Európa legnagyobb cipőáruháza. 23 országban több mint 3326 üzlettel van jelen és közel 33 700 munkatársat foglalkoztat. A cég alapítója Heinrich Deichmann, a központja Essenben található.
A vállalat csoportszintű forgalma 4,5 milliárd euró, ami az árfolyamhatásokat is figyelembe véve 2012-ben 7,4 százalékos növekedést jelentett 2011-hez képest. A csoportnak 2012-ben 3326 üzlete működött, közülük 115 üzlete Magyarországon, és 165 millió pár cipőt adott el.

## Márkák listája
- 5th Avenue
- 5th Avenue by Halle Berry
- Adidas
- Adidas Neo
- Agaxy
- Am Shoes
- Angry Birds
- Ariane
- Asics
- Bären-Schuhe
- Barbie
- Björndal
- Blue Fin
- Bobbi Shoes
- Bonne Forme
- Borelli
- Casa Mia
- Cars
- Catwalk
- Century
- Claudio Conti
- Cortina
- Cupcake Couture
- Dei-Tex
- Easy Street
- Edel & Stark
- Elefanten
- Falcon
- Fila
- Filly Fairy
- Free&Fun
- Gallus
- Graceland
- Hello Kitty
- Janet D.
- Kappa
- Landrover
- Memphis One
- Medicus
- Nike
- Princess (Disney)
- Puma
- Reebok
- Sahara
- Simpsons
- Spider-Man
- Venice
- Venture
- Victory
- Victory Performance
- Vty
- Yorik

## Országok
22 európai országban és az Egyesült Államokban van jelen a Deichmann. Az alábbi országokban összesen 2538 üzlet, a többi 788 üzlet pedig az "Ismeretlen" jelzésű országokban található meg.
| Ország                    | Üzletek száma |
| ------------------------- | ------------- |
| Németország               | 1300          |
| Magyarország              | 115           |
| Lengyelország             | 200           |
| Ausztria                  | 161           |
| Szlovénia                 | 24            |
| Horvátország              | 28            |
| Svédország                | Ismeretlen    |
| Bulgária                  | 15            |
| Hollandia                 | 139           |
| Svájc                     | 190           |
| Dánia                     | 26            |
| Egyesült Királyság        | 67            |
| Amerikai Egyesült Államok | Ismeretlen    |
| Spanyolország             | Ismeretlen    |
| Litvánia                  | Ismeretlen    |
| Csehország                | 99            |
| Olaszország               | 63            |
| Portugália                | 5             |
| Törökország               | Ismeretlen    |
| Bosznia-Hercegovina       | 1             |
| Románia                   | 53            |
| Szlovákia                 | 52            |
| Szerbia                   | 11            |

## Deichmann Magyarországon
Az első magyar üzlet 2001-ben nyílt meg Budapesten. Ma az üzletlánc 113 üzletet működtet Magyarországon. 2012-ben 4,05 millió pár cipőt adtak el, 450 ezerrel többet, mint az előző évben. 2012 végén a cég 684 munkatársat foglalkoztatott, 85 emberrel többet, mint 2011-ben.
A Deichmann Cipőkereskedelmi Kft. 16,5 százalékkal növelte múlt évi forgalmát, 2012-ben 27,96 milliárd forint bevételt ért el, ami 4 milliárd forinttal több a 2011-esnél.
2021-ben 23 üzlete Budapesten míg a többi 90 üzlet vidéken található.

### Magyarországi üzletek
2019-es adatok
| Vármegye                        | Üzletek száma | Városok |
| ------------------------------- | ------------- | --- |
| Bács-Kiskun vármegye            | 5             | Kecskemét 2, Baja, Kiskunfélegyháza, Kiskunhalas                                                                            |
| Baranya vármegye                | 4             | Pécs 2, Mohács, Szigetvár                                                                                                   |
| Békés vármegye                  | 3             | Békéscsaba 2, Gyula |
| Borsod-Abaúj-Zemplén vármegye   | 9             | Miskolc 4, Kazincbarcika, Ózd, Sátoraljaújhely, Szerencs, Tiszaújváros                                                      |
| Budapest                        | 23            | |
| Csongrád-Csanád vármegye        | 5             | Szeged 3, Hódmezővásárhely, Szentes                                                                                         |
| Fejér vármegye                  | 5             | Székesfehérvár 3, Dunaújváros 2                                                                                             |
| Győr-Moson-Sopron vármegye      | 7             | Győr 4, Sopron 2, Mosonmagyaróvár                                                                                           |
| Hajdú-Bihar vármegye            | 5             | Debrecen 4, Berettyóújfalu                                                                                                  |
| Heves vármegye                  | 4             | Eger 2, Hatvan, Gyöngyös |
| Jász-Nagykun-Szolnok vármegye   | 3             | Szolnok 2, Jászberény |
| Komárom-Esztergom vármegye      | 4             | Tatabánya, Esztergom, Vértesszőlős, Tata                                                                                    |
| Nógrád vármegye                 | 1             | Salgótarján |
| Pest vármegye                   | 15            | Érd 2, Budaörs 2, Budakalász, Budakeszi, Dunaharaszti, Dunakeszi, Gödöllő, Maglód, Solymár, Tököl, Vác, Vecsés, Veresegyház |
| Somogy vármegye                 | 4             | Kaposvár 2, Siófok 2 |
| Szabolcs-Szatmár-Bereg vármegye | 3             | Nyíregyháza 2, Kisvárda |
| Tolna vármegye                  | 4             | Dombóvár, Paks, Szekszárd 2                                                                                                 |
| Vas vármegye                    | 2             | Szombathely, Sárvár |
| Veszprém vármegye               | 5             | Veszprém 2, Ajka, Balatonfüred, Pápa                                                                                        |
| Zala vármegye                   | 4             | Zalaegerszeg, Keszthely, Nagykanizsa                                                                                        |